# Euphorbia cymbifera
Euphorbia cymbifera là một loài thực vật có hoa trong họ Đại kích. Loài này được (Schltdl.) V.W.Steinm. mô tả khoa học đầu tiên năm 2003.